# 横浜電気鉄道電動客車
横浜電気鉄道電動客車（よこはまでんきてつどうでんどうきゃくしゃ）は、かつて横浜電気鉄道と横浜市交通局が所有していた路面電車である横浜市電の電動客車のグループ。ここでは形式名の概念がない時代以前の単車を一括して扱う。

## 概要
横浜電気鉄道の開業時から新製された電動客車のグループ。決まった形式名はないので形態ごとにグループ分けする。

## 新製車

### 1 - 6・8 - 29

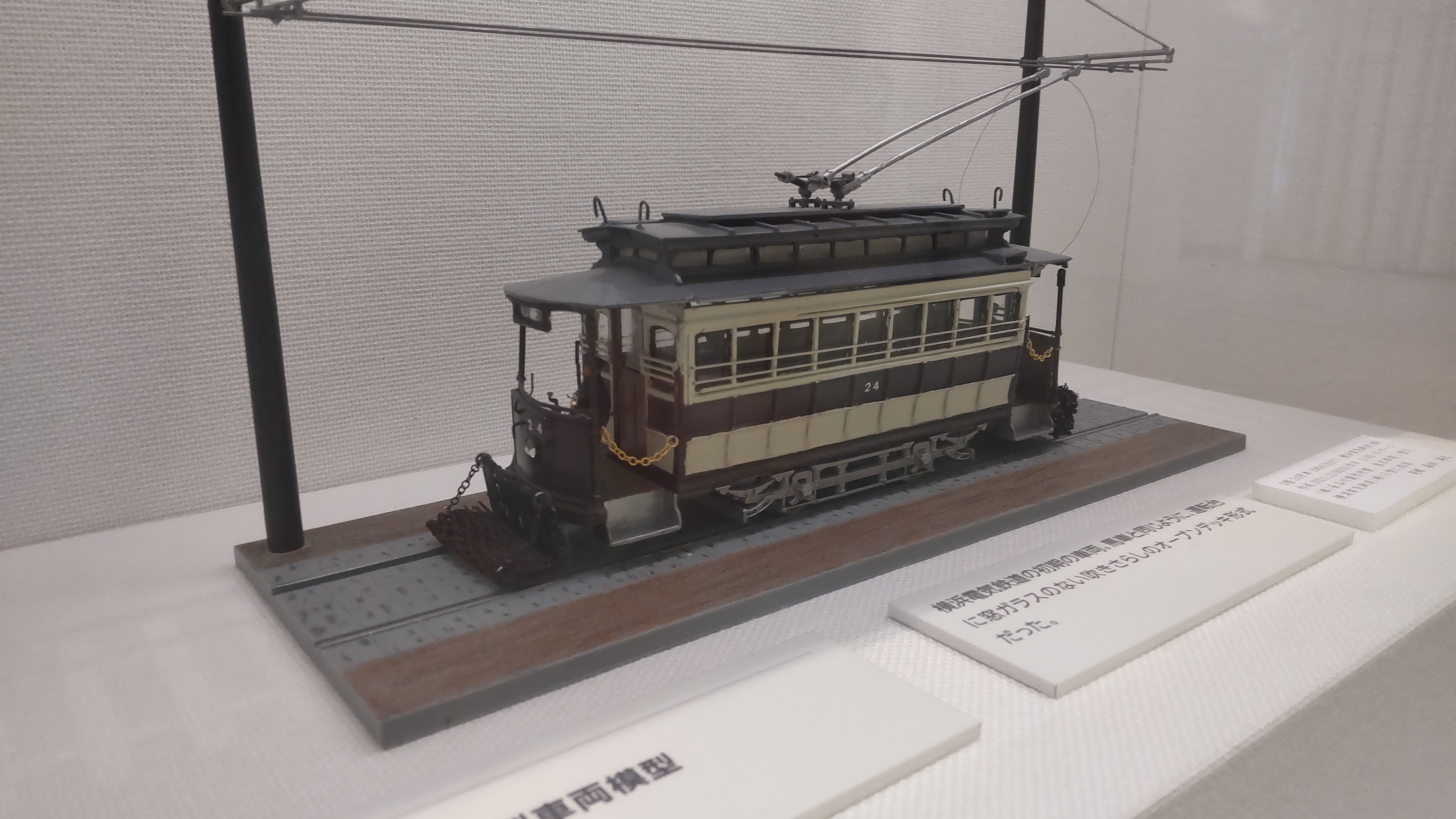
市電保存館に展示されている24号車の模型

1904年の開業時に新製された22両と1906年に増備された6両。40名乗りの四輪単車。関東大震災で被災しなかったのは9両のみであり、それ以外も1930年に廃車。4号車のみ電動貨車7号車に改造され戦後を迎えている。

### 31 - 35
1910年製とされる。関東大震災で全車被災し消滅。

### 36 - 93・106・107
1911年からの増備車。震災前の横浜市電の代表車。こちらも約半数の車両が震災で被災した。1931年に62と68は臨時改造の装飾電車に、1922年に75と76は手荷物車に改造された。1932年に全廃。

### 111 - 120
1920年製で定員は46名に拡大した。120は装飾電車に改造された。関東大震災で半数が廃車となり残りも1937年全廃。

### 131 - 150
1922年製。111 - 120形の仕様変更車。こちらも関東大震災後13両が失われ生き延びた車両も1937年全廃。

## 譲受車

### 94 - 105
1915年に購入された元東京電車鉄道1形電車だが名義上は新製扱いであった。関東大震災で約半数が被災し残りの車両も1925年に廃車。

### 121 - 130
1921年に購入した元東京市電のヨシ251形。震災で被災したのは3両のみだが東京市街鉄道出身の老朽車のため、1927年全廃。

### 151 - 166

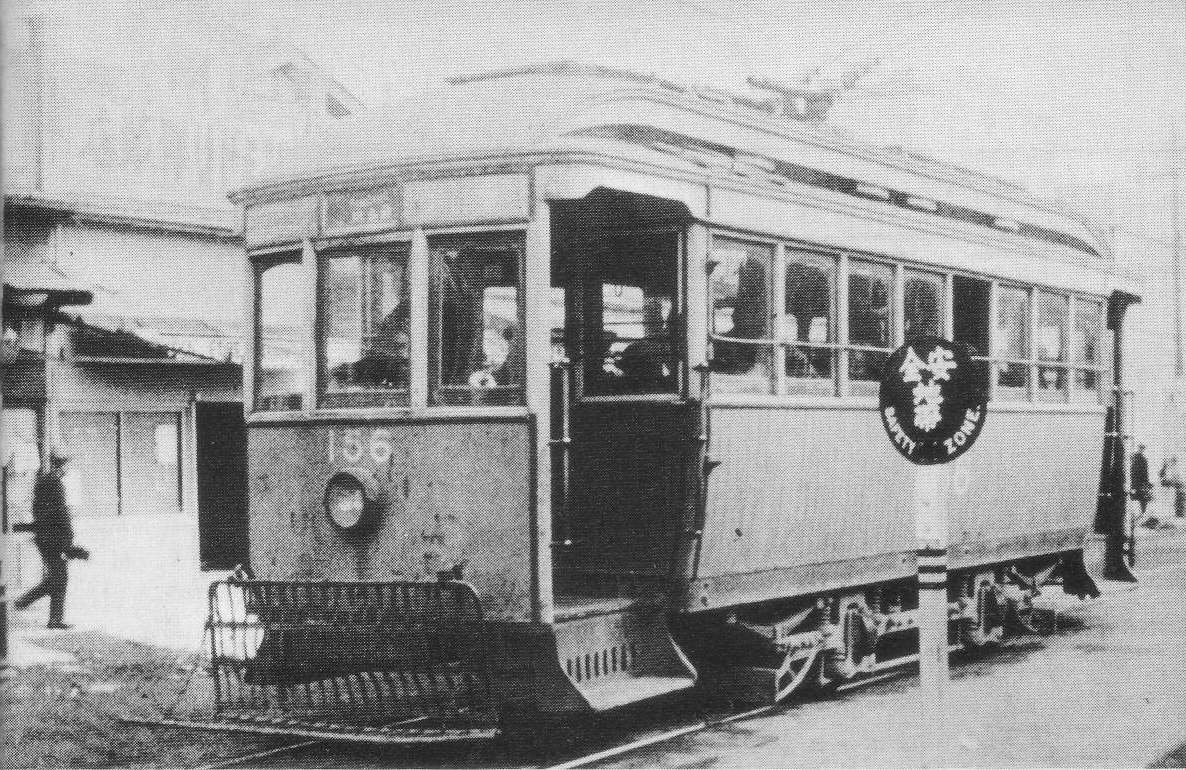
横浜市電156（元京王6）。1924年撮影、横浜駅前停留所

1924年に購入した元京王電気軌道1型、9型、15型、7形の車両でもともとは4形式あったので形態もそれぞれ異なる。あくまでも震災に伴う応急的な車両であり1925年 - 1932年に廃車。

### 167 - 191
1924年に購入した元大阪市電の標準車両。こちらも応急的な車両で1924年 - 1932年に廃車。

## 参考資料
- 岡田誠一、澤内一晃『横浜市電 上 (戦災までの歴史とその車輌)』ネコ・パブリッシング、2009年7月。ISBN 9784777052585。